# Ranu Klakah
Ranu Klakah är en sjö i Indonesien.   Den ligger i provinsen Jawa Timur, i den västra delen av landet, 700 km öster om huvudstaden Jakarta. Ranu Klakah ligger 242 meter över havet. Arean är 0,35 kvadratkilometer.I omgivningarna runt Ranu Klakah växer i huvudsak städsegrön lövskog. Den sträcker sig 0,6 kilometer i nord-sydlig riktning, och 0,7 kilometer i öst-västlig riktning.